# 田野圣母堂 (佛罗伦萨)

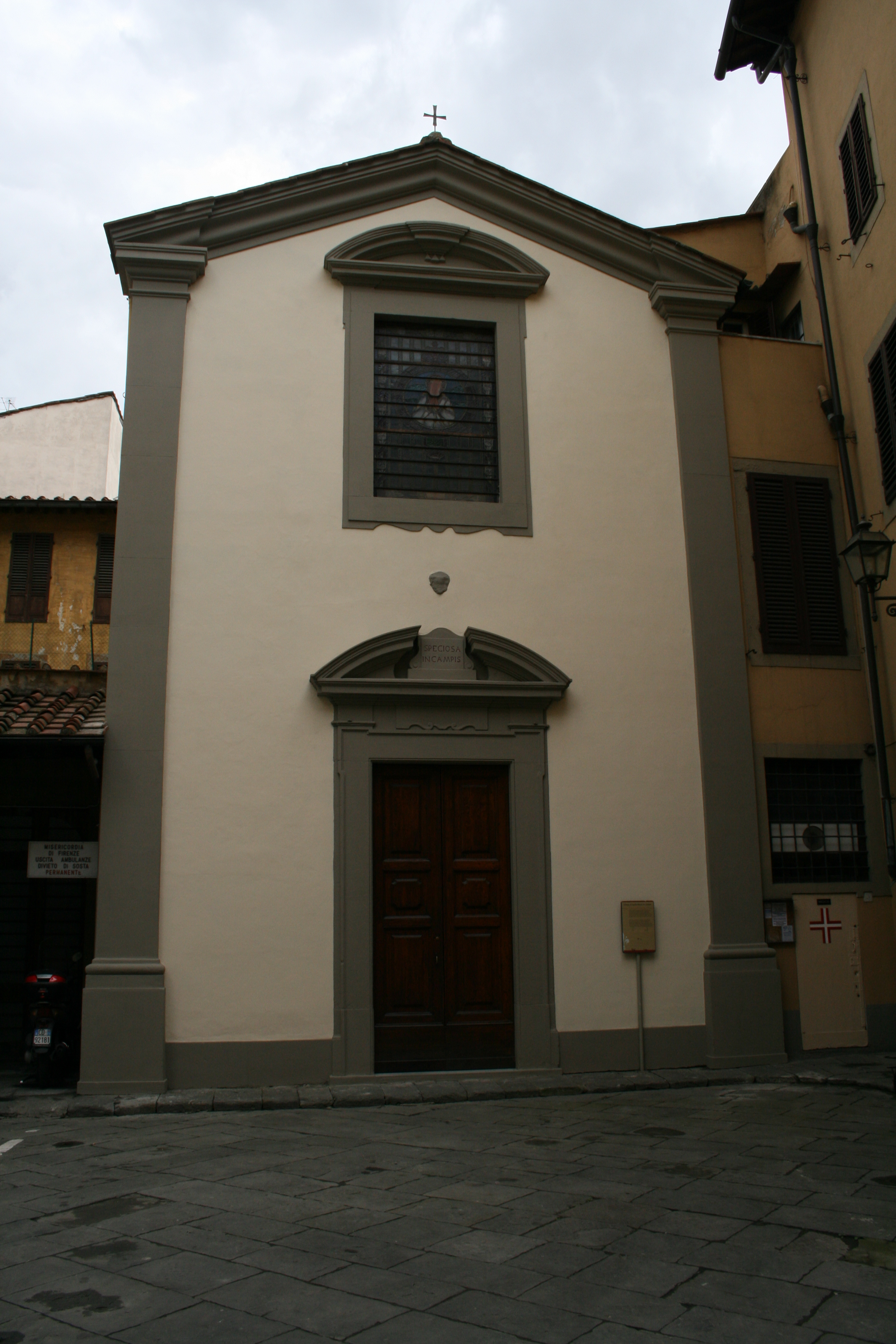
立面

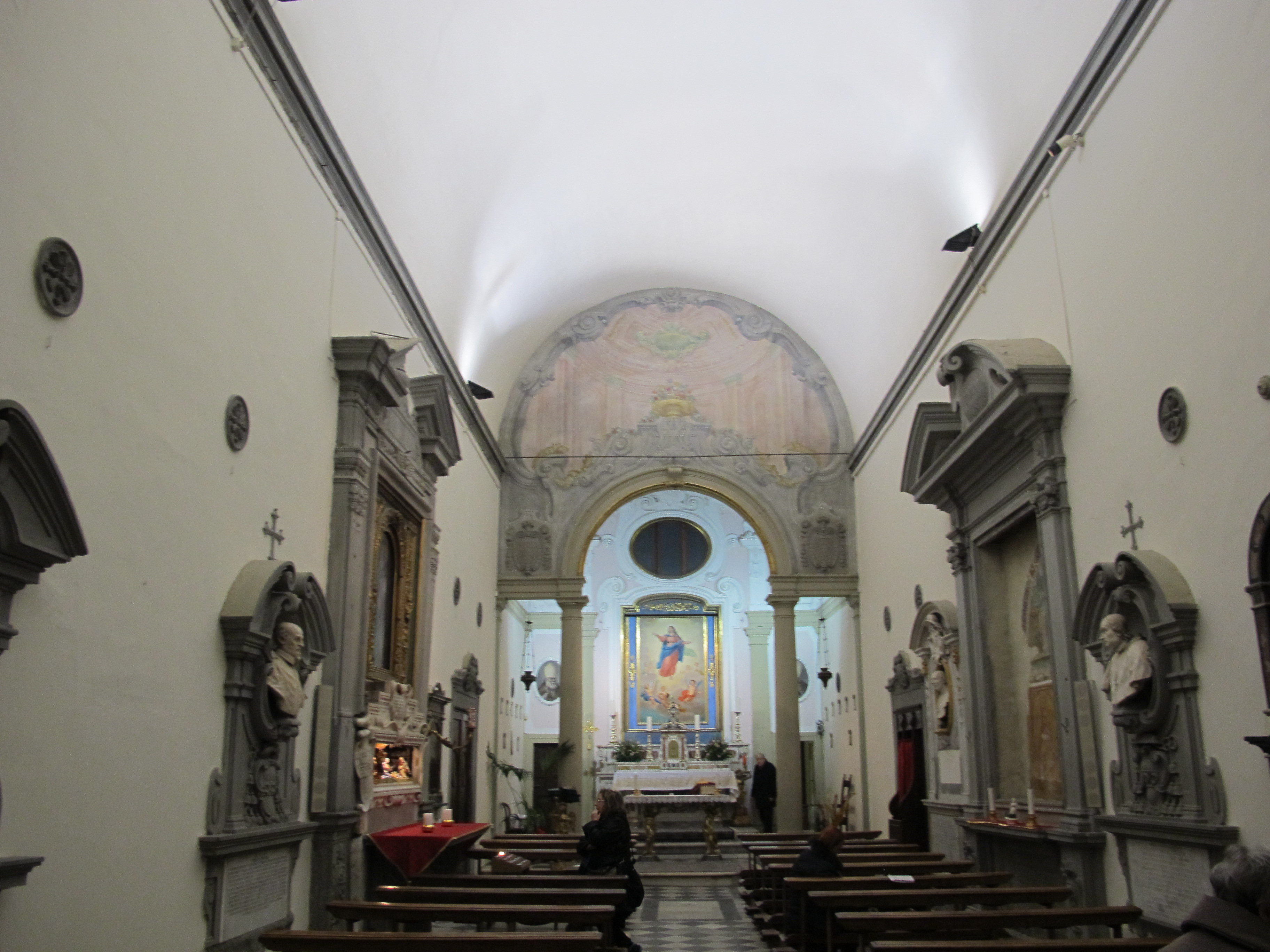
内部

田野圣母堂（Chiesa di Santa Maria in Campo）（意大利语：“美丽的田野”）是一个天主教教堂，位于托斯卡纳佛罗伦斯的Proconsolo街（via del Proconsolo），靠近主教座堂广场。
该堂虽然位于佛罗伦斯的市中心，紧邻圣母百花圣殿主教座堂，却不属于天主教佛罗伦斯总教区，而是属于天主教菲耶索莱教区。
该堂建于11世纪-16世纪，1585年祝圣。有五个小堂。